# Gymnema uncarioides
Gymnema uncarioides är en oleanderväxtart som beskrevs av Rudolf Schlechter. Gymnema uncarioides ingår i släktet Gymnema och familjen oleanderväxter. Inga underarter finns listade i Catalogue of Life.